# Sergei Saltykov
O conde Sergei Vasilievich Saltykov (em russo: Сергей Василиевич Салтыков), (1726-1765), foi um oficial e camareiro russo que se tornou o primeiro amante da imperatriz Catarina, a Grande pouco depois da sua chegada à Rússia.

## Biografia
Na sua autobiografia, a imperatriz Catarina lançou rumores de que Sergei era o pai biológico do seu filho, o futuro czar Paulo I da Rússia. Foi dito que Paulo era "quase de certeza filho do amante dela." Contudo, a maior parte dos historiadores acredita que esta insinuação de Catarina foi motivada pela relação conturbada que a imperatriz tinha com o seu filho com o objectivo de prejudicar a força da sua posição como herdeiro ao trono. Na verdade, Paulo parecia-se muito com o seu pai oficial, Pedro III, tanto no aspecto físico como no temperamento. Havia muito pouco em comum entre Sergei, que era alto e atraente, e Paulo que era temperamental e atarracado.
Sergei era filho do nobre Vasili Feodorovich Saltykov que não tinha o título de conde, embora muitas publicações tenham decidido apelidá-lo de tal. A sua esposa, com quem se casou em 1724, era a princesa Maria Alexeievna Galitzina, filha do príncipe Alexei Borisovich Galitzine. O príncipe Galtitzine tinha prestado serviço como mordomo e coronel. A esposa dele, com quem se casou em Janeiro de 1684, era Anna Ivanovna Sukina. Os Saltykov eram uma antiga família boiarda e rivais dos Romanov. Descendiam de uma irmã do primeiro czar Romanov, bem como de vários ramos dos Rurikid, a antiga dinastia real russa, através de linhas femininas. Por exemplo, a czarina Praskovia, mãe da imperatriz Ana, descendia deste clã, apesar de ser uma parente muito afastada de Sergei.